# Jigme Tshering
Jigme Tshering, född 18 oktober 1959, är en bhutanesisk bågskytt. Han deltog vid olympiska sommarspelen 1988.